# 8648-as mellékút (Magyarország)
A 8648-as számú mellékút egy rövid, kevesebb, mint másfél kilométer hosszú, négy számjegyű országos közút Győr-Moson-Sopron vármegye területén; lényegében Fertőendréd község egyik belső útjának tekinthető, bár lakott területeket nem érint. Az M85-ös autóutat kapcsolja össze a 85-ös főúttal.

## Nyomvonala
A 85-ös főútból ágazik ki, annak az 51+150-es kilométerszelvénye közelében lévő körforgalmú csomópontból, Fertőendréd közigazgatási területének délkeleti részén, dél-délkeleti irányban. Kezdőpontja a község centrumától szűk 2 kilométerre, a főutcájának számító 8518-as út és a főút keresztezésétől nagyjából 900 méterre, az agyagosszergényi bekötőút (8517-es út) és a főút találkozási pontjától pedig mintegy 600 méterre helyezkedik el, keleti irányban. Bő 750 méter megtétele után, felüljárón halad el a Győr–Sopron-vasútvonal vágányai felett, nem messze a vasút fertőendrédi forgalmi kitérőjétől, majd alig több mint 1 kilométer teljesítését követően eléri azt a körforgalmú csomópontot, amelybe az M85-ös autóút fertőendrédi csomópontjának a Győr–Sopron irányú forgalmat kiszolgáló fel- és lehajtó ágai (85 442, 85 443) is belecsatlakoznak. Ezután felüljárón áthalad az autóút pályatestjei felett, és abban a körforgalomban ér véget, amely az M85-ös ellenkező irányú le- és felhajtó ágait (85 444, 85 445) szolgálja ki.
Teljes hossza, az országos közutak térképes nyilvántartását szolgáló kira.gov.hu adatbázisa szerint 1,484 kilométer.

## Története
Az M85-ös autóút Fertőendrédet is érintő szakaszának építésével párhuzamosan létesült, minden elemével együtt, beleértve a kezdőpontjánál található körforgalmat is; korábban azon a helyen a 85-ös főút nyílegyenesen haladt, mezőgazdasági területek között, s csak egy marginális jelentőségű kiágazása volt ott északi irányban, Fertőendréd komposztáló telepe felé.